# リスト (シュレースヴィヒ＝ホルシュタイン州)

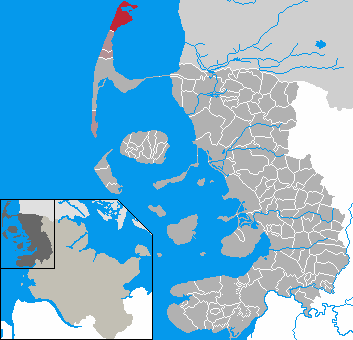
郡内におけるリストの位置。

リスト（List）は、ドイツのシュレースヴィヒ＝ホルシュタイン州ノルトフリースラント郡にあるラントシャフト・ジルトというアムト（小規模自治体の集合体）に属する基礎自治体（以下、便宜的に「町」とする）である。
この町はドイツの最北端（北緯55度03分00秒 東経08度24分00秒 / 北緯55.05000度 東経8.40000度）にあり、ジルト島と言うデンマークとの国境に近い北海に浮かぶ島に位置する。

## 地理

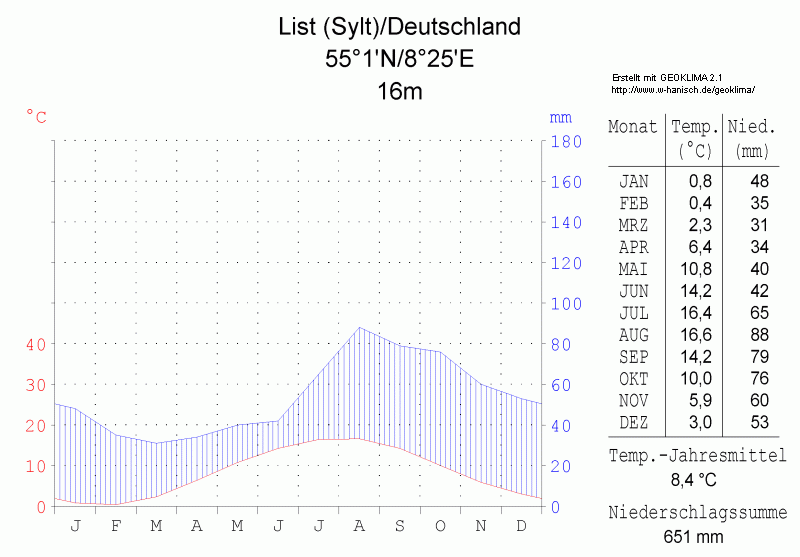
リストの気候。

リストはドイツ最北端の町であり、エルボーゲン半島の最北端に位置する。なお、この町にあるドイツ最北端の集落は干潟の湾に面するケーニヒシャフテンである。
言語学的には、リストは中央ヨーロッパの共通語であるドイツ語で意志の疎通ができる北限である。なお、南限は1,005km離れたスイス・マッターホルンに位置する基礎自治体ツェルマットである。
リストの住民は移動砂丘やヒース（ドイツ語ではハイデ＝Heide）、塩沼といった地形に居住している。これはリストラント（Listland）と呼ばれる景観であるが、2つあったスターフェン広場を区別するために東にあるものを東園、西にあるものを 西園と名付け、私有地の共同体を結成した100年前からその名で呼ばれている。
南部と東部は、ドイツで初めて誕生した国立公園であるシュレースヴィヒ＝ホルシュタイン干潟国立公園（Nationalpark Schleswig-Holsteinisches Wattenmeer）に登録されている。この国立公園にはハーリッヒ（Hallig）やヨルトサント（Jordsand）などのデンマーク領時代の遺跡が見られる。リスト港からエレンボーゲン半島まではケーニヒシャフテンという地区で、干潟は国立公園の第1保護区のため立ち入りが禁止され、隣のテールン島と共に鳥獣保護区に指定されている。

## 歴史
リストは本来、2つの農場からなるデンマーク領の町であった。この町はシュレースヴィヒ公国内にあり、小さなデンマーク王領の飛び地の一部をなし、その後も長くデンマーク王によって統治されてきた。
1864年に勃発した第二次シュレースヴィヒ＝ホルシュタイン戦争を経てプロイセン領に編入された。1920年には住民投票が行われ、ちょうどリストの北にある島（レム島）よりも北の地域がデンマークに返還され、国境線が画定した。
第一次世界大戦後、リストはドイツ海軍の拠点へと変貌した。ナチス・ドイツ時代に多くの建造物が建てられた。
1950年代以降、リストの経済は観光産業に重点を置くようになった。

## 交通
海上交通では、デンマーク領のレム島行きのフェリーが就航している。
陸上交通では、リストのあるジルト島の主要な町であるヴェスターラント（Westerland）へと続く1本道が南へ延びている。

## 観光
リストの観光資源は砂丘、原野、そして砂浜である。

## 行政
町役場はC.-P.ハンセン・アレー（C.-P.-Hansen Allee）9番地にある。

## 引用
1. ↑  Statistikamt Nord – Bevölkerung der Gemeinden in Schleswig-Holstein 4. Quartal 2023 (XLSX-Datei)